# Altwahnsdorf
Die Straße Altwahnsdorf ist eine Innerortsstraße in der sächsischen Stadt Radebeul, zugleich stellt der Westteil als Anger einen städtischen Platz dar. Dieser ist mit seiner Bebauung der eigentliche Siedlungskern des Straßenangerdorfs Wahnsdorf. Im weiteren Sinn bezeichnet Altwahnsdorf daher auch den mittelalterlichen Dorfkern der fränkischen Gründung.

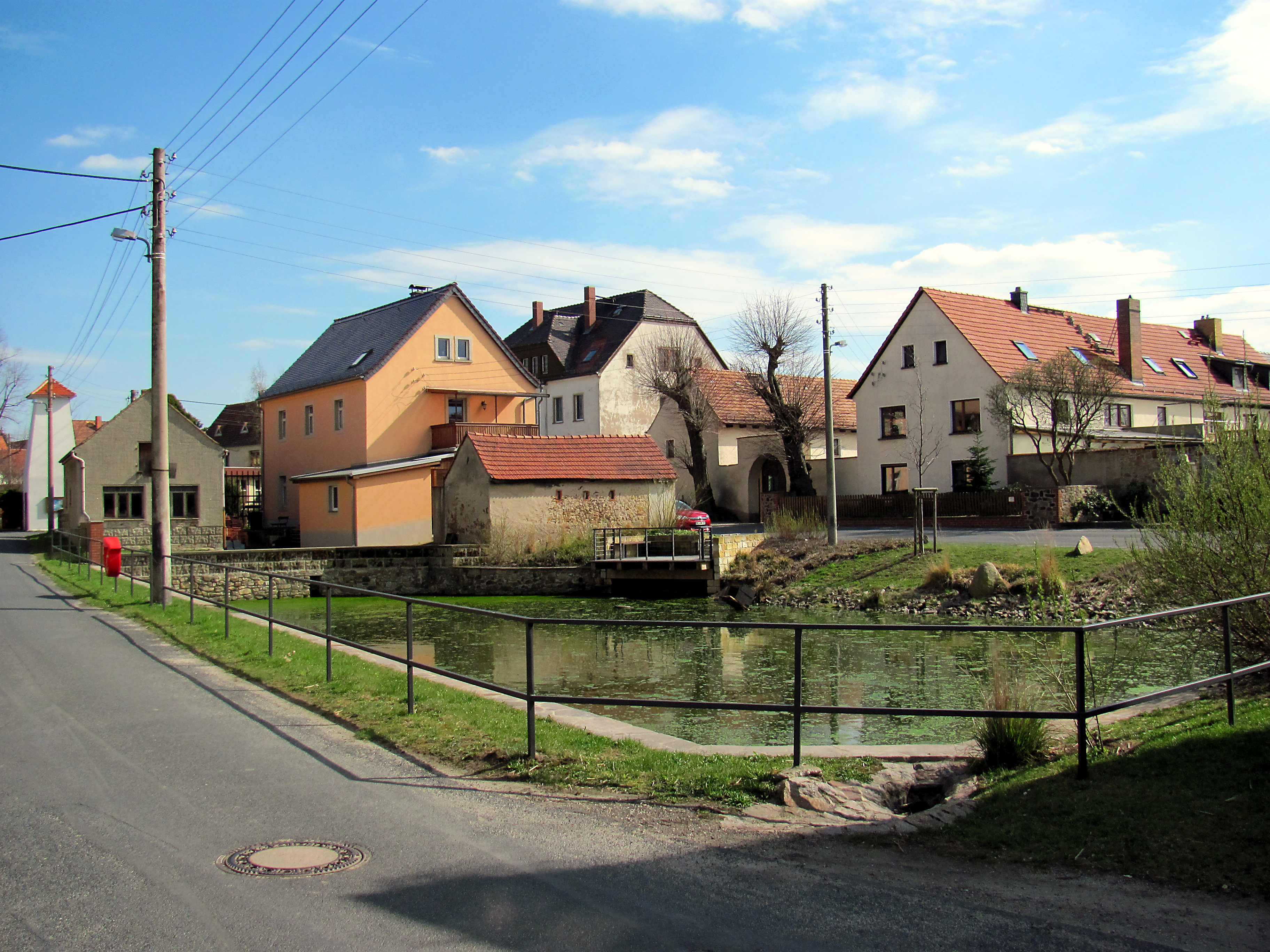
Dorfanger von Wahnsdorf mit Teich und ehemaliger Schule

## Ortslage und Bebauung

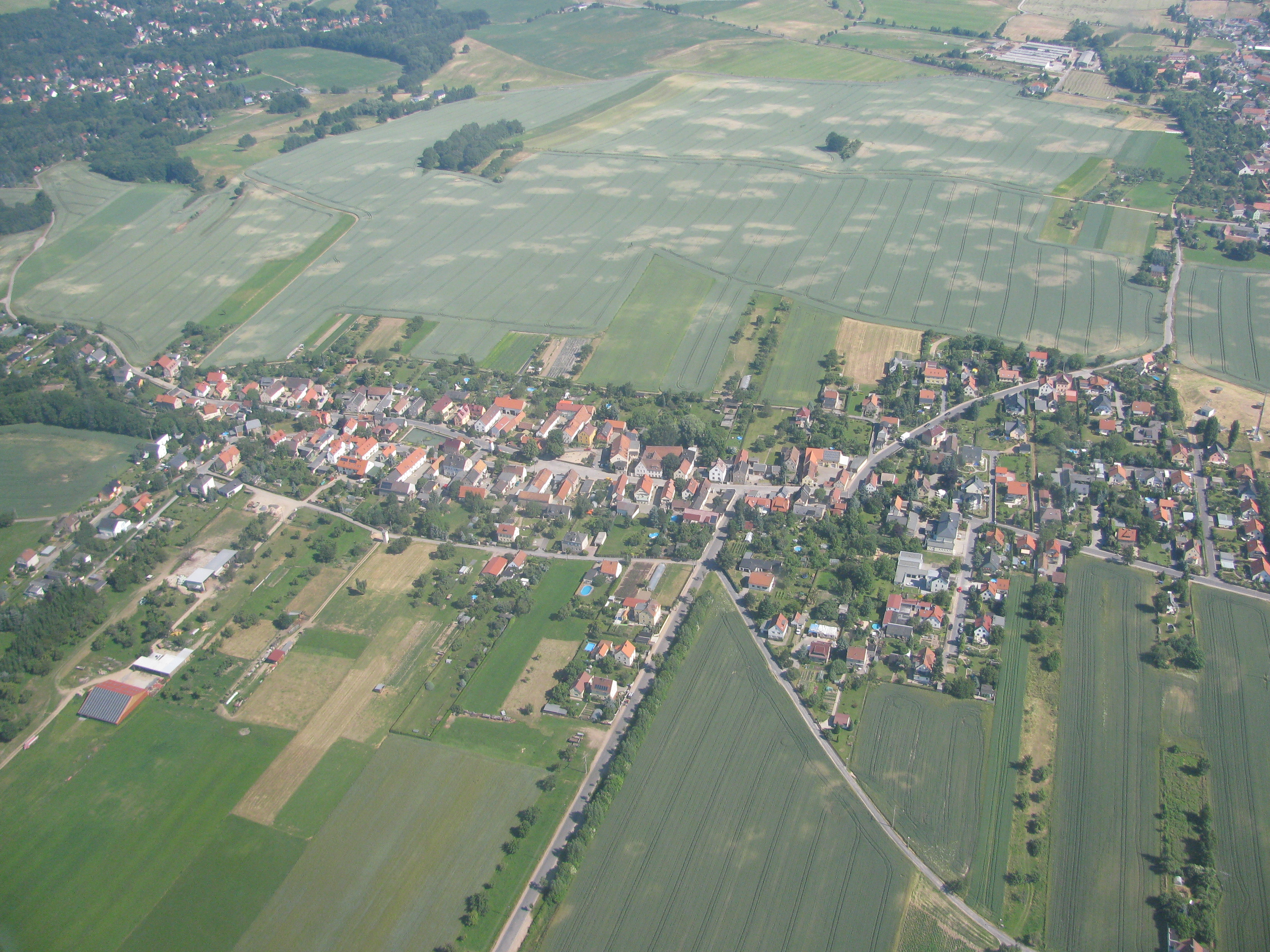
Altwahnsdorf: Dorfanger in der linken Bildhälfte bis zur Querstraße An der Wetterwarte rechts. In der Bildmitte nach unten Abgehend die Spitzhausstraße.

Wahnsdorf stellt den nordöstlichsten Stadtteil von Radebeul dar, auf dem Hochland östlich des Lößnitzgrunds. Am oberen Ende des aus Westen kommenden Dorfgrunds, des Aufstiegs aus dem Lößnitzgrund, nach einem kurzen Stück schmaler Straße bereits mit dem Namen Altwahnsdorf liegt der eigentliche Anger als zwei ostwestorientierte Straßen, die einen rechteckigen Anger einschließen. Von dort läuft Altwahnsdorf als Straße Richtung Osten bis zu einer Kreuzung, wo nach Nordosten die Boxdorfer Straße als Verbindung nach Boxdorf abgeht, nach Osten der Graue-Presse-Weg und nach Süden die Haußigstraße.
Die Adressnummern beginnen an jener Kreuzung im Osten: Die ungeraden Nummern liegen auf der Südseite, die geraden auf der Nordseite. Auf der Strecke zum Anger zurück zweigt nach Norden hinter der von Paul Schreiber errichteten, ehemaligen Wetterwarte Wahnsdorf (Altwahnsdorf 12) die Straße An der Wetterwarte ab, dann kommt auf der Südseite die Schulstraße und dann auf der Nordseite die Reichenberger Straße, die Verbindung nach Reichenberg. Gleich danach zweigt nach Süden die Spitzhausstraße ab, die Zuwegung zum Spitzhaus. Am Ostrand des Angers liegen die Hausnummern 51 bzw. 56. Am Westrand liegen die Nrn. 77 bzw. 82. Bei Altwahnsdorf 77 zweigt nach Südwesten der Rieselgrundweg ab, von dem dann gleich der Gartenweg nach Osten und der Pfeifferweg nach Westen abzweigt; dieser führt zum Berggasthaus „Zum Pfeiffer“. Ab der Nr. 82 im Nordwesten verlaufen die geraden Hausnummern im Wechselspruch beidseitig der Straße bis Altwahnsdorf 96, wo der Dorfgrund und der Langenwiesenweg beginnen.
Auf dem Anger selbst steht im Osten der Albertstein auf einer kleinen Grüninsel. Nach einer Quergasse folgt das Grundstück Nr. 65 mit der alten Schule. Danach kommt der Angerteich; südlich davon steht das Wahnsdorfer Kriegerdenkmal. Nach einer schmalen Quergasse ist der Rest des Angers mit den Häusern Altwahnsdorf 69, 73, 76, 78 und 80 bebaut.
Einige der Bauten dort stehen unter Denkmalschutz und stehen deshalb auch in der Liste der Kulturdenkmale in Radebeul-Wahnsdorf: Neben dem Albertstein und dem Kriegerdenkmal sind dies das Haus Nr. 42 und der Vierseithof Nr. 44 beidseits der Reichenberger Straße. Dann auf der Südseite die Toranlage Altwahnsdorf 63 von 1769 und auf der Nordseite die Hofanlagen Altwahnsdorf 66 sowie 86. Weiter im Osten bei der ehemaligen Wetterwarte steht ein Triangulationspfeiler der Königlich-Sächsischen Triangulirung.

## Benamung
Die Siedlung um den Anger wurde im Jahr 1350 als Wahendorf urkundlich ersterwähnt. Der Straßenanger trug in der Neuzeit lange den Namen Hauptstraße. Der Name Altwahnsdorf wurde 1934 gewidmet, als die Gemeinde Wahnsdorf in die Stadt Radebeul eingemeindet wurde.

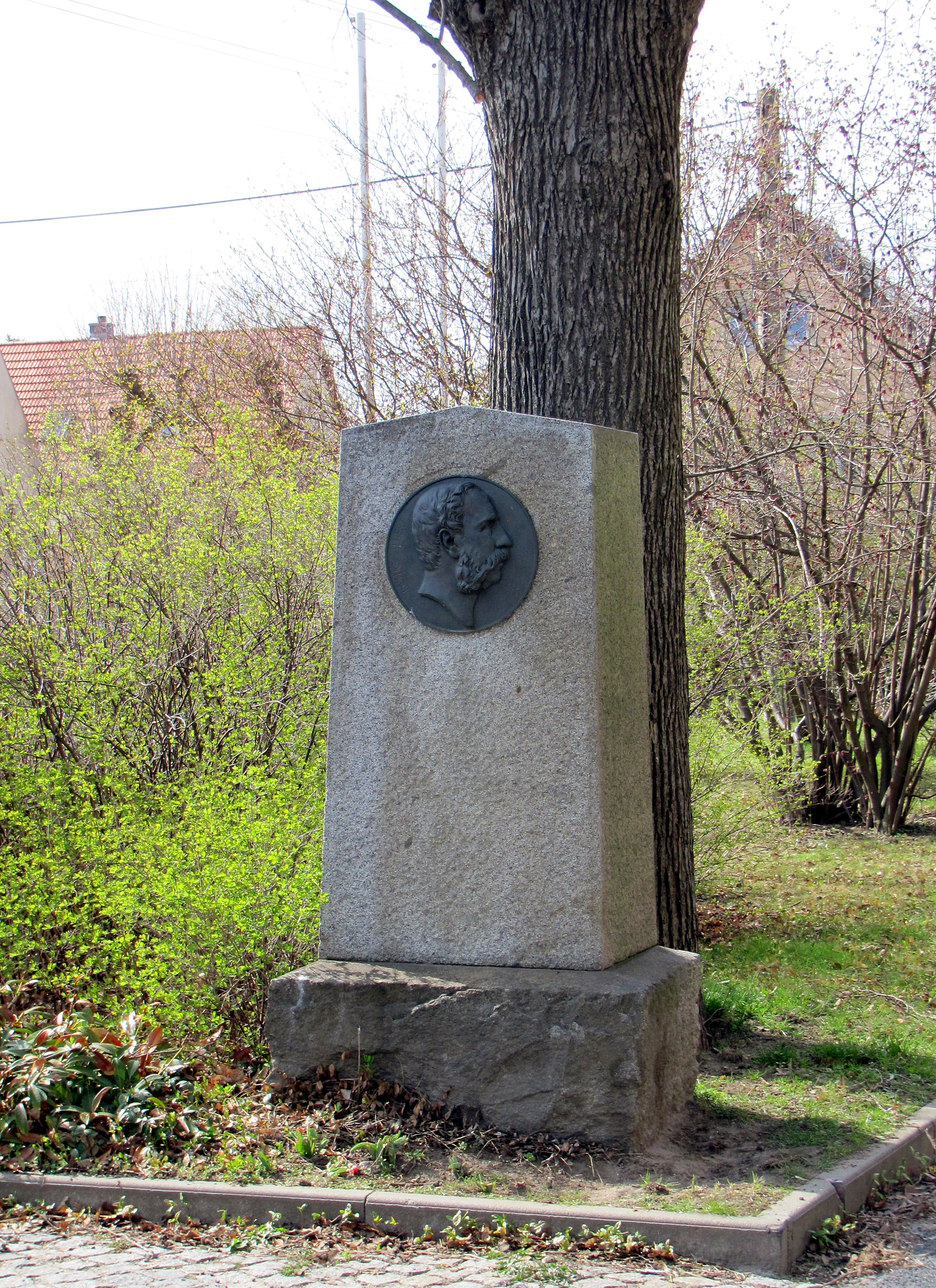
Albertstein, um 1903
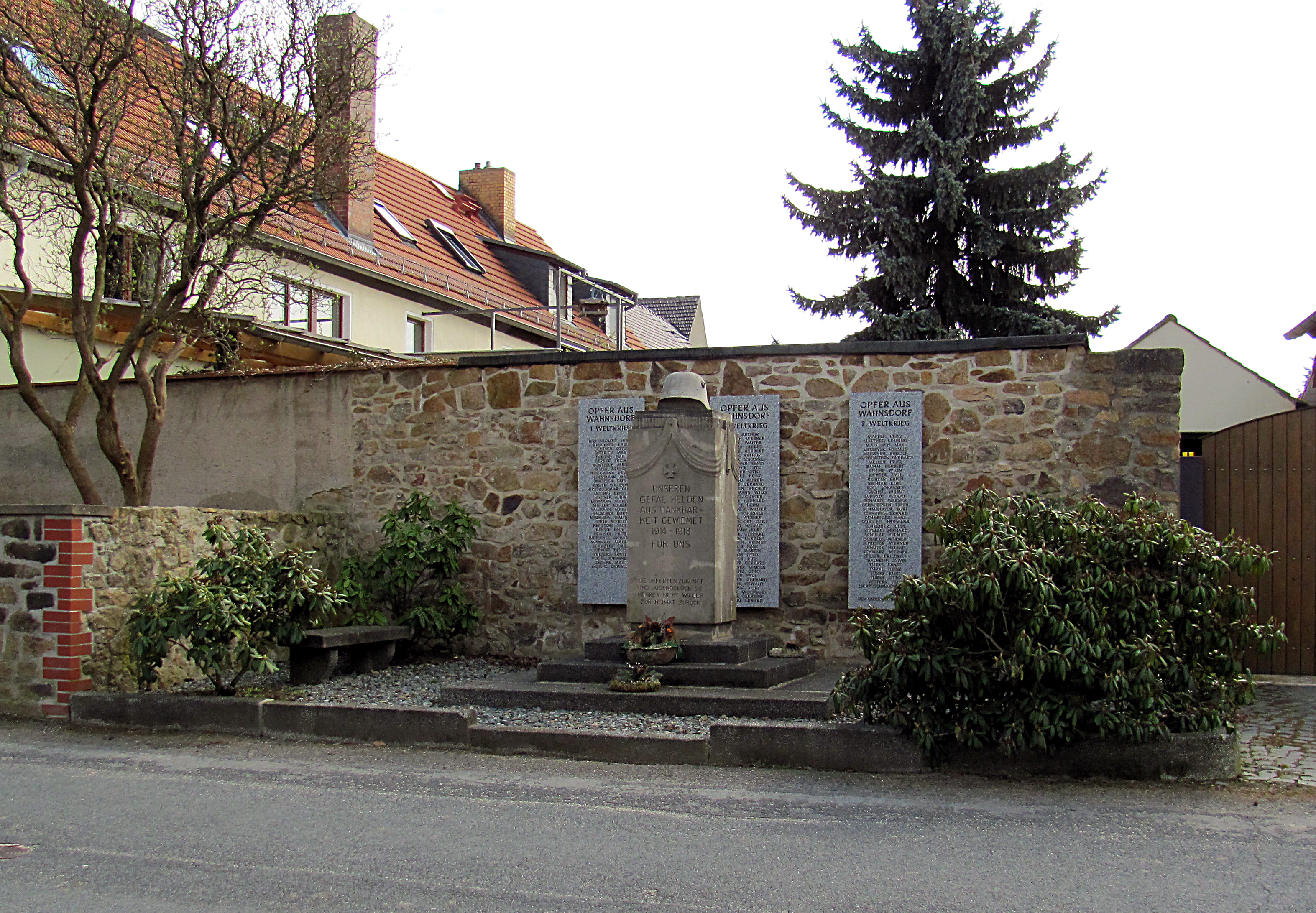
Kriegerdenkmal, 1920er Jahre
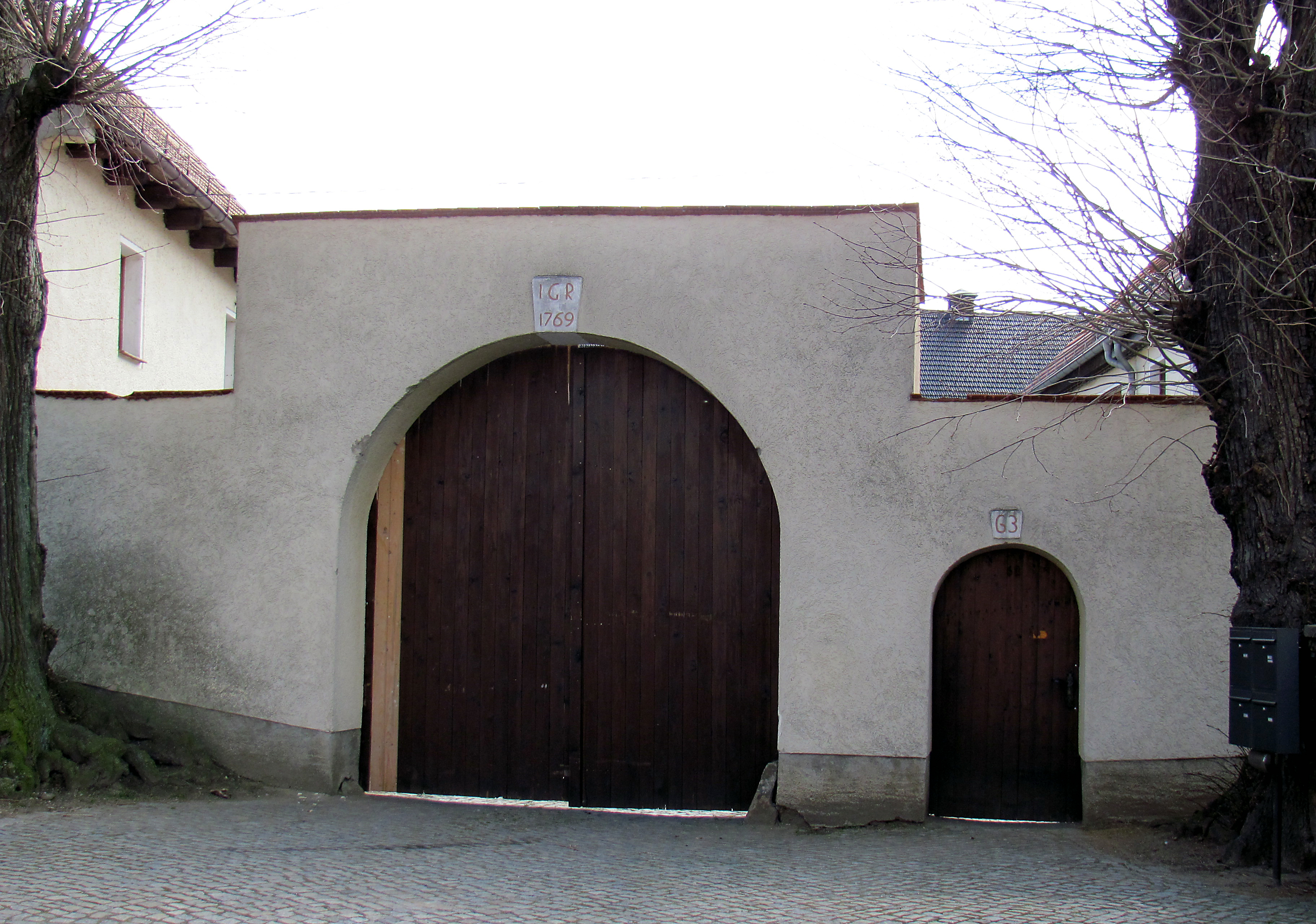
Toranlage Altwahnsdorf 63, datiert 1769
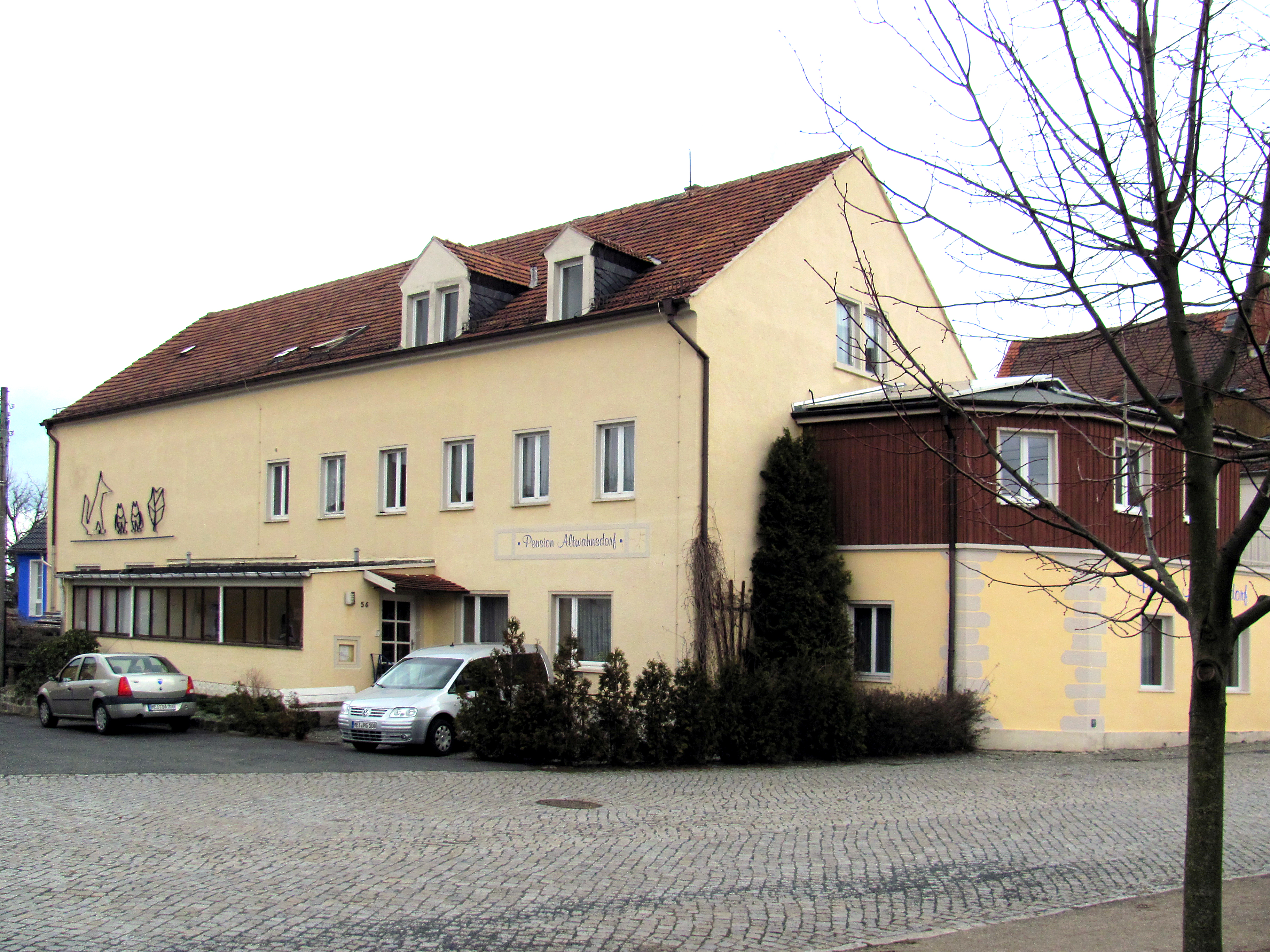
Gasthof Wahnsdorf (Nr. 56), 1632 ersterwähnt
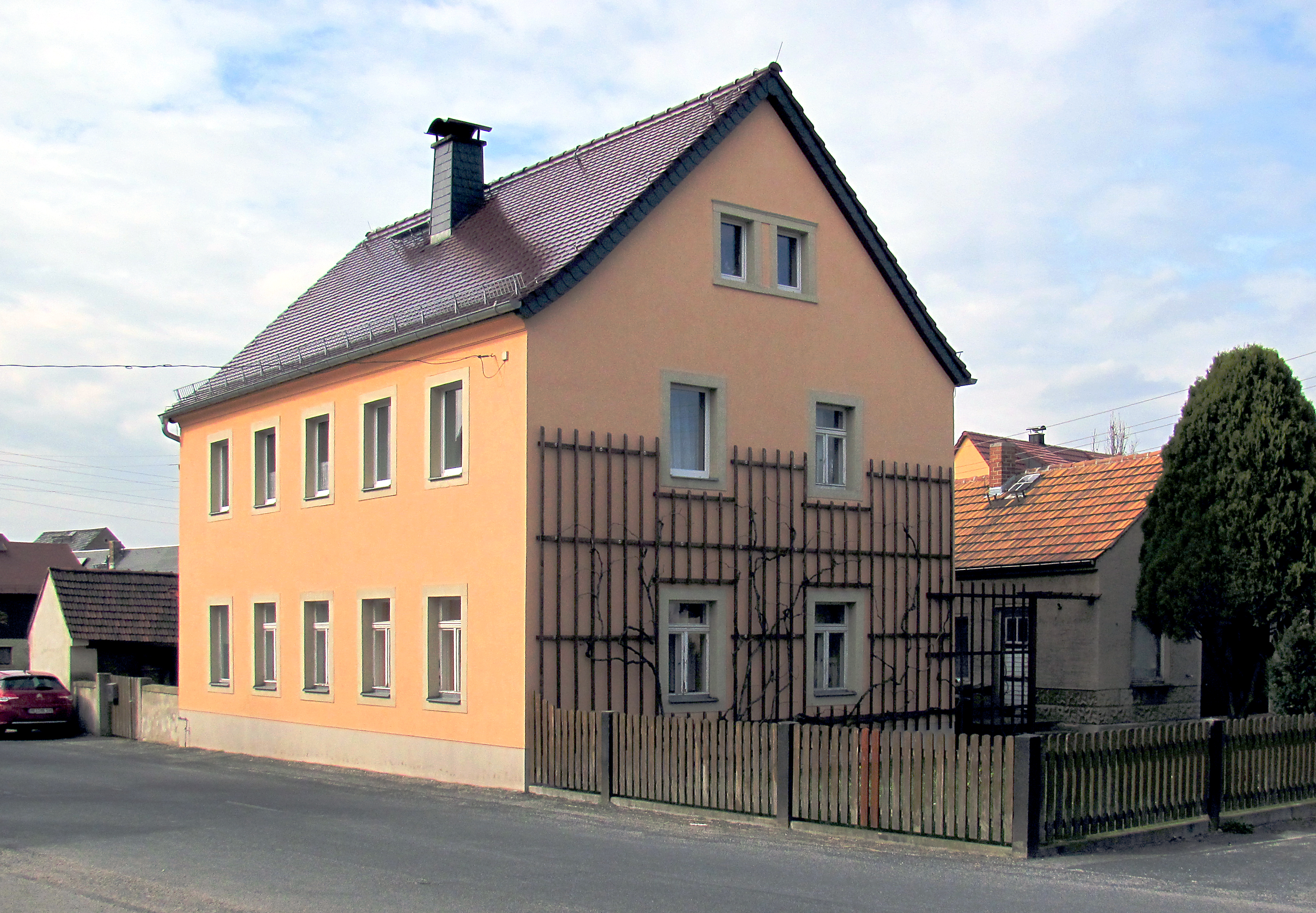
Dorfschule Wahnsdorf (Nr. 65) von 1858